# Efecto Mohring
El efecto Mohring  establece que, si la frecuencia de un transporte público (p. ej., autobuses, tranvía o metro por hora o fracción) se incrementa con la demanda, dicho aumento en la demanda acorta el tiempo de espera de pasajeros en paradas y estaciones. Dado que el tiempo de espera forma parte de los costes del transporte, el efecto Mohring   implica aumentar rendimientos a escala para servicios de transporte urbano planificado.
Por ejemplo, supongamos que los pasajeros llegan aleatoriamente a una parada de autobús en el periodo de una hora, mientras el autobús llega una vez por hora. El periodo promedio de espera es de 30 minutos. Si el número de pasajeros por hora aumenta lo  suficiente para justificar dos autobuses por hora, entonces el promedio de espera se reduce a 15 minutos. La presencia de usuarios adicionales reduce el coste de los pasajeros existentes. Este efecto anti-congestión es opuesto al efecto de congestión habitual de las carreteras y calles, donde un aumento en el número  de usuarios disminuye la velocidad y la calidad de servicio de los otros usuarios.
El  efecto Mohring se emplea a menudo como argumento para los subsidios al transporte, en los lugares en los que el subsidio es necesario para conseguir la tasa de coste marginal cuando el efecto Mohring  sea pertinente. El Coste medio de un viaje por pasajero incluye el promedio de  tiempo de espera, mientras que el coste marginal incluye solo el promedio de  tiempo de espera  menos la disminución  total del tiempo de espera causado por el aumento en frecuencia. El coste promedio supera así al coste marginal, y se propone el subsidio que busca atravesar esta brecha para mejorar el bienestar social y proteger el medio ambiente, en especial, si se utiliza transporte público eléctrico que emplea electricidad renovable.
El efecto se denominó en honor  al economista de la  Universidad de Minnesota, Herbert Mohring, quien identificó esta propiedad en un ensayo de 1972.